# Heiji monogatari
Heiji monogatari (平治物語? lett. "Storia dell'era Heiji") è un gunki monogatari (racconto di guerra) che narra gli eventi relativi alla ribellione di Heiji degli anni 1159-1160, durante la quale Minamoto no Yoshitomo, allora a capo del clan samurai dei Minamoto, attaccò e assediò la città di Kyoto nell'ambito di una disputa sulla successione imperiale che lo vide scontrarsi con Taira no Kiyomori, capo del clan samurai dei Taira. Come la maggior parte dei monogatari, la storia esiste in tre versioni principali: scritta, orale e dipinta.

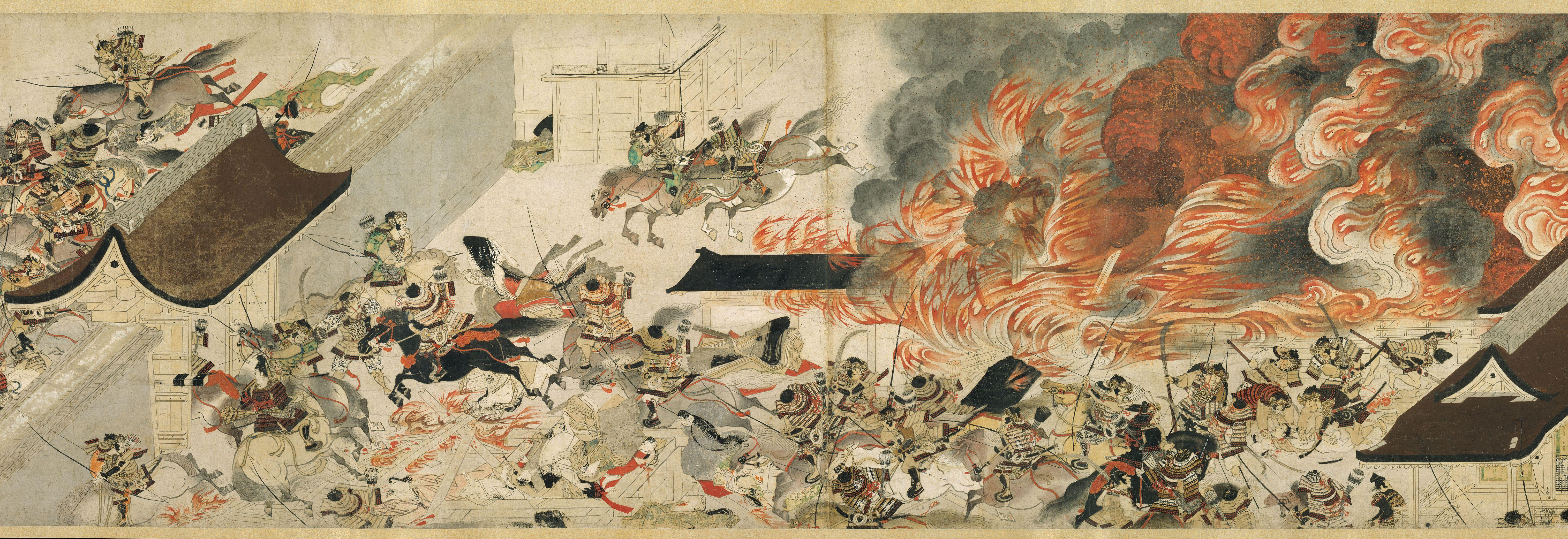
Attacco notturno al palazzo di Sanjō (dettaglio).

Il testo originale viene a volte attribuito a Hamuro Tokinaga, e comprende 36 capitoli. Come la maggior parte dei monogatari, è stato modificato e riscritto varie volte nel corso degli anni, ed è stato anche trasmesso oralmente. Di solito, l'Heiji monogatari veniva recitato come continuazione dell'Hōgen monogatari, che si riferisce invece agli eventi collegati alla ribellione di Hōgen.
La versione della storia dipinta su rotolo, chiamata Heiji monogatari emakimono o Heiji monogatari ekotoba, risale al tredicesimo secolo ed è suddivisa in cinque rotoli dipinti a colori. Ciascun rotolo inizia e finisce con la parte scritta della storia corrispondente agli eventi dipinti nella singola immagine continua che ne occupa tutta la lunghezza. La scena più famosa di questi cinque rotoli è probabilmente l'incendio dell'Attacco notturno al palazzo di Sanjō. I rotoli emaki sono conservati al Museum of Fine Arts di Boston, Massachusetts.

## Descrizione dell'opera
Heiji monogatari presenta il conflitto fra l'antica aristocrazia e le nuove élite militari. La storia si allontana dal semplice impianto narrativo dell'Hōgen monogatari per passare ad un punto di vista più complicato, che suggerisce il bisogno di maggiore flessibilità tipico dei tempi difficili.
Come nell'Hōgen monogatari, la struttura narrativa può essere divisa in tre parti: la prima introduce le origini del conflitto, la seconda narra gli eventi veri e propri e la terza spiega le conseguenze finali. I personaggi principali sono presentati secondo il tradizionale ordine di status: prima l'imperatore e gli imperatori in ritiro, poi i ministri Fujiwara e infine i clan militari guerrieri.
Le fazioni in lotta si scontrano a diversi livelli che rispecchiano questa gerarchia: al primo livello troviamo il conflitto fra l'imperatore in ritiro Go-Shirakawa e l'imperatore Nijō; al secondo livello vi è la rivalità tra le famiglie aristocratiche kuge, in particolare fra Fujiwara no Michinori (anche conosciuto col nome di Shinzei) e Fujiwara no Nobuyori; al terzo livello vi è infine lo scontro tra clan samurai, in particolare tra Taira no Kiyomori e Minamoto no Yoshitomo.